# Брич (Копар)
Брич (словен. Brič, итал. Briz је ненасељено место у словеначкој општини Копар у покрајини Приморска која припада Обално-Крашкој регији.

## Географија
Брич се налази између Словеначко–хрветске границе у близини хрватског насеља Брич и долине реке Драгоње. Пут до Брича води поред засеока Шкрлине и ушћа речице Рокаве у Драгоњу пењући се до Новог Брича.
Ту је било бивше имање „Винакопер“, са виноградима и неким помоћним зградама. Простире се на површини од 2,7 км² на надморској висини од 167,4 метра. На врху се налази извор који посебно улепшава цео коплекс. 
Имање је данас власништво предузећа Брич д.о.о. Обе зграде служе само као протоколарни објекти. Основна делатност је производња вина. У последње време почело се са гајењем маслина и производњом маслиновог уља.